# Mine de charbon de Miike
La mine de charbon de Miike (三池炭鉱, Miike Tankō), aussi connue sous le nom mine de charbon de Mitsui Miike (三井三池炭鉱, Mitsui Miike Tankō), était la plus grande mine de charbon du Japon. Elle se trouvait dans la zone d'Ōmuta dans la préfecture de Fukuoka et Arao, préfecture de Kumamoto. 
Le monument fait partie des sites de la révolution industrielle Meiji au Japon : sidérurgie, construction navale et extraction houillère classés au patrimoine mondial. 

## Histoire
L'exploitation de la mine commence au cours de l'ère Kyōhō sous le contrôle du clan Tachibana. La mine est nationalisée en 1872 par le gouvernement de Meiji. Le zaibatsu Mitsui en prend le contrôle en 1899.
La mine est fermée en 1997 avec des effets dévastateurs sur l'économie locale.

### Conflit
De 1960 à 1962 la mine est engagée dans un conflit du travail qui divise les travailleurs et entraîne des actions violentes visant à briser la grève.  

### Catastrophe
La catastrophe de la mine de charbon de Mitsui Miike est une explosion accidentelle survenue dans la mine le 9 novembre 1963. 458 personnes sont tuées par l'explosion dont 438 par intoxication au monoxyde de carbone.  Beaucoup des survivants empoisonnés subissent de graves et permanentes lésions cérébrales,.

## Postérité
La mine de Miike a fait l'objet d'un documentaire, Echoes from the Miike Mine (2006), réalisé par Hiroko Kumagai.

## Source de la traduction
- (en) Cet article est partiellement ou en totalité issu de l’article de Wikipédia en anglais intitulé « Miike coal mine » (voir la liste des auteurs).